# Новодмитрівська сільська рада (Генічеський район)
Новодми́трівська сільська́ ра́да — адміністративно-територіальна одиниця та орган місцевого самоврядування в Генічеському районі Херсонської області. Адміністративний центр — село Новодмитрівка.

## Загальні відомості
Новодмитрівська сільська рада утворена в 1923 році.
- Територія ради: 159,509 км²
- Населення ради: 1 377 осіб (станом на 2001 рік)

## Населені пункти
Сільській раді підпорядковані населені пункти:
- с. Новодмитрівка
- с. Веснянка
- с. Люблинка

## Склад ради
Рада складається з 16 депутатів та голови.
- Голова ради: Серєєва Віктор Олександрович
- Секретар ради: Шулежко Світлана Миколаївна

### Керівний склад попередніх скликань
| Прізвище, ім'я, по батькові  | Основні відомості                                                                             | Дата обрання | Дата звільнення |
| ---------------------------- | --------------------------------------------------------------------------------------------- | ------------ | --------------- |
| Кагодій Олексій Миколайович  | Сільський голова, 1952 року народження, член Соціал-демократичної партії України (об'єднаної) | 26.03.2006   | 30.05.2008      |
| Сергеєв Віктор Олександрович | Сільський голова, 1969 року народження, член Партії регіонів                                  | 30.11.2008   | 31.10.2010      |
| Серєєва Віктор Олександрович | Сільський голова, 1969 року народження, освіта вища, член Партії регіонів                     | 31.10.2010   |                 |

Примітка: таблиця складена за даними сайту Верховної Ради України

### Депутати
За результатами місцевих виборів 2010 року депутатами ради стали:

#### За суб'єктами висування
| Суб'єкт висування                                       | Кількість обраних депутатів | %    |
| ------------------------------------------------------- | --------------------------- | ---- |
| Партія регіонів                                         | 6                           | 37,5 |
| Політична партія Всеукраїнське об'єднання «Батьківщина» | 5                           | 31,3 |
| Народна партія                                          | 3                           | 18,8 |
| Політична партія «Сильна Україна»                       | 2                           | 12,5 |

#### За округами
| № округу                                                | Прізвище, ім'я, по батькові      | Дата визнання обраним | Освіта  | Партійна приналежність                        | Відомості про обраного депутата                                              |
| ------------------------------------------------------- | -------------------------------- | --------------------- | ------- | --------------------------------------------- | ---------------------------------------------------------------------------- |
| Народна Партія                                          |                                  |                       |         |                                               |                                                                              |
| 1                                                       | Тєннікова Ілона Валеріївна       | 05.11.2010            | вища    | член Народної партії                          | Новодмитрівська загальноосвітня школа, вчитель                               |
| 6                                                       | Соколовська Ірина Андріївна      | 05.11.2010            | вища    | член Народної партії                          | Новодмитрівська загальноосвітня школа, заступник директора з виховної роботи |
| 15                                                      | Салата Тамара Олександрівна      | 05.11.2010            | середня | член Народної партії                          | Новодмитрівська загальноосвітня школа, технічний працівник                   |
| Партія регіонів                                         |                                  |                       |         |                                               |                                                                              |
| 3                                                       | Байкевич Ростислав Володимирович | 05.11.2010            | середня | член Партії регіонів                          | пенсіонер                                                                    |
| 4                                                       | Сафонова Оксана Василівна        | 05.11.2010            | середня | член Партії регіонів                          | Новодмитрівська загальноосвітня школа, технічний працівник                   |
| 5                                                       | Москаленко Андрій Вікторович     | 05.11.2010            | середня | член Партії регіонів                          | тимчасово не працює                                                          |
| 7                                                       | Лар'єва Елла Юріївна             | 05.11.2010            | середня | член Партії регіонів                          | Новодмитрівський дошкільний заклад, завідувачка                              |
| 9                                                       | Скорина Олена Анатоліївна        | 05.11.2010            | середня | член Партії регіонів                          | Новодмитрівська сімейна амбулаторія, медична сестра                          |
| 11                                                      | Шулежко Світлана Миколаївна      | 05.11.2010            | вища    | член Партії регіонів                          | Новодмитрівська сільська рада, секретар сільської ради і виконкому           |
| Політична партія Всеукраїнське об'єднання «Батьківщина» |                                  |                       |         |                                               |                                                                              |
| 8                                                       | Пахомова Оксана Степанівна       | 05.11.2010            | середня | позапартійна                                  | тимчасово не працює                                                          |
| 12                                                      | Пенчева Олена Василівна          | 05.11.2010            | середня | позапартійна                                  | Новодмитрівська сімейна амбулаторія, медична сестра                          |
| 13                                                      | Колтало Сергій Степанович        | 05.11.2010            | середня | позапартійний                                 | тимчасово не працює                                                          |
| 14                                                      | Шпартюк Наталя Миколаївна        | 05.11.2010            | вища    | член Всеукраїнського об'єднання «Батьківщина» | Поштове відділення зв'язку с. Новодмитрівка, начальник відділення            |
| 16                                                      | Логвінова Лариса Антонівна       | 05.11.2010            | середня | член Всеукраїнського об'єднання «Батьківщина» | Поштове відділення зв'язку с. Новодмитрівка, листоноша                       |
| Політична партія «Сильна Україна»                       |                                  |                       |         |                                               |                                                                              |
| 2                                                       | Кондратюк Ганна Іванівна         | 05.11.2010            | вища    | член Політичної партії «Сильна Україна»       | Новодмитрівська загальноосвітня школа, вчитель                               |
| 10                                                      | Чернюк Анатолій Ігнатович        | 05.11.2010            | середня | член Політичної партії «Сильна Україна»       | тимчасово не працює                                                          |